# Заштита пре свега
Заштита пре свега је позоришна представа коју је режирао Владан Ђурковић према комаду Ивана Зекића.
Премијерно приказивање било је 20. маја 2013. у омладинском позоришту ДАДОВ.
Представа је била на редовном репертоару ДАДОВ-а у позоришној сезони 2013/2014. Позоришна трупа Хвалитет је са представом била на турнеју по Србији и земљама региона.
Партнери при реализацији представе су НВО ЈАЗАС – Асоцијација за борбу против сиде и dance4life волонтери, који ће провоцирати различите ставове и реакције публике кроз пажљиво осмишљену дискусију о сексуалном и репродуктивном здрављу младих.
Елементе форум театра такође изводе млади из dance4life покрета.

## Радња
Прича представе прати на два пара у двадесетим годинама које потрага за презервативом током једне ноћи доводи у низ непредвиђених ситуација. Из тих ситуација они уче много једни о другима али и о себи самима. Споредни ликови који се појављују у комаду као препрека до њиховог циља су продавац, таксиста, полицајац и комшије, који баш играјући те свакодневне животне улоге јасно сликају друштво у ком живимо, а које је ретко спремно за сарадњу али зато готово увек спремно да опструира.
Упркос свим искушењима које млад човек иначе мора да прође када жели нешто да оствари, јунаци те ноћи ипак остају доследни својим првобитним одлукама, свесни да је свако одговоран на првом месту за свој а онда за још нечији живот.

## Улоге
| Лица | Глумци            |
| ---- | ----------------- |
|      | Ања Алач          |
|      | Иван Зекић        |
|      | Радован Вујовић   |
|      | Тамара Драгичевић |